# Scandalo a corte
Scandalo a corte (A Royal Scandal) è un film del 1945 diretto da Otto Preminger e Ernst Lubitsch.
È una commedia drammatica statunitense con Tallulah Bankhead, Charles Coburn e Anne Baxter sulla vita sentimentale dell'imperatrice di Russia (zarina) Caterina la Grande. È basato sul lavoro teatrale Die zarin di Lajos Biró e Melchior Lengyel. Scandalo a corte è il remake di La zarina (Forbidden Paradise) del 1924.

## Trama
La zarina Caterina (Tallulah Bankhead) scarta il suo ultimo amante, Variatinsky (Donald Douglas), il comandante della guardia del palazzo. Il generale Ronsky (Sig Ruman) progetta di far sostituire suo nipote Boris (Grady Sutton), così lui e la sua cricca possono organizzare una rivolta e detronizzare la zarina. Il cancelliere di Caterina, Nicolai Ilyitch (Charles Coburn), è determinato a fare in modo che nulla disturbi i suoi delicati negoziati per un trattato con la Francia, quindi dice al suo malakoff malvagio (Vladimir Sokoloff) che non vuole che nessuno possa vedere sua maestà. Tuttavia, un giovane ufficiale, Alexei Chernoff (William Eythe), insiste con lei per il bene della Russia.

## Produzione
Il film, diretto da Otto Preminger e Ernst Lubitsch su una sceneggiatura di Edwin Justus Mayer e Bruno Frank con il soggetto di Lajos Biró e Melchior Lengyel (autori del lavoro teatrale), fu prodotto da Ernst Lubitsch per la Twentieth Century Fox Film Corporation Il titolo completo fu Ernst Lubitsch's A Royal Scandal. Lubitsch fu il regista iniziale, ma si ammalò e dovette essere sostituito da Otto Preminger.

## Distribuzione
Il film fu distribuito negli Stati Uniti dall'11 aprile 1945 al cinema dalla Twentieth Century Fox.
Alcune delle uscite internazionali sono state:
- in Svezia il 1º ottobre 1945 (Skandal vid hovet)
- in Portogallo il 3 giugno 1946 (Os Amores de Catarina da Rússia)
- in Finlandia il 7 febbraio 1947 (Häväistysjuttu hovissa)
- in Francia il 23 luglio 1947 (Scandale à la cour)
- in Danimarca il 15 luglio 1949
- in Austria nel febbraio del 1952 (Skandal am Königshof)
- in Germania Ovest il 9 novembre 1980 (Skandal bei Hofe, in TV)
- in Spagna (La zarina)
- in Danimarca (Skandale ved hoffet)
- in Italia (Scandalo a corte)

## Promozione
La tagline è: "Saucy! Naughty! Delicious!".

## Critica
Secondo il Morandini è "un film dove non funziona nulla, compresa la grande teatrante Bankhead".
Secondo Leonard Maltin è una "tipica commedia di maniere".